# Alois Schwaiger

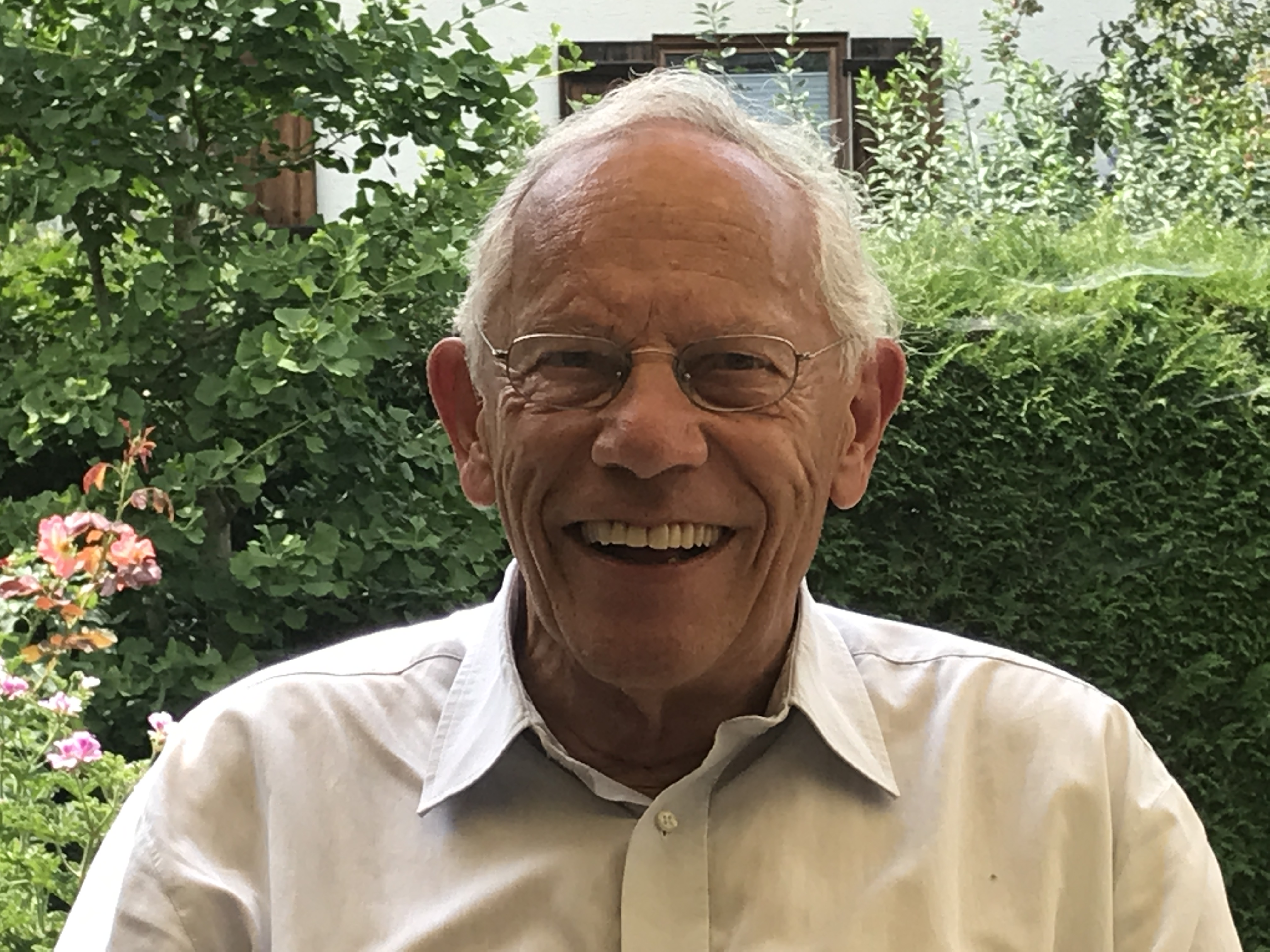
Alois Schwaiger im Juli 2019

Alois Schwaiger (* 7. März 1940 in Leogang, Pinzgau, Salzburg, Österreich) ist ein österreichischer Autor von Chroniken und des Pinzgauer-Mundart-Lexikons.

## Leben
Alois Schwaiger wurde am 7. März 1940 als achtes Kind des Gemeindesekretärs Matthias Schwaiger und seiner Frau Maria in Leogang im Pinzgau, Österreich, geboren. Er besuchte die Volksschule in Leogang, ab 1950 das Akademische Gymnasium in Salzburg (Matura 1958). An der Technischen Hochschule in Wien studierte er Technische Physik, graduierte zum Dip.-Ing. und promovierte 1967 zum Doktor der technischen Wissenschaften. Nach einigen Jahren Arbeit in der metallurgischen Forschung war die weitere berufliche Laufbahn durch die Ende der 1960er-Jahre beginnende Computeranwendung geprägt.
15 Jahre war er bei den Aluminiumwerken Ranshofen in Braunau für die Entwicklung von Computerprogrammen für die Fertigung leitend tätig und weitere sieben Jahre stand er dem Bereich für Organisation und Datenverarbeitung der Steyr-Daimler-Puch-AG in Steyr vor. Danach leitete er für 15 Jahre die Datenverarbeitung bei der Wüstenrot Versicherung in Salzburg. Dort machte er sich mit der Einführung des „papierlosen Büros“, eines Personal Digital Assistant (PDA) für Versicherungsverkäufer und der Möglichkeit zur Heimarbeit für Sachbearbeiter, alles Dinge, die in der IT der 1990er-Jahre noch bahnbrechend waren, einen Namen und wurde als Vortragender zu internationalen Tagungen eingeladen.

## Chroniken und Mundart-Lexikon
Seit der Pensionierung im Jahr 2003 widmet er sich ortsgeschichtlichen Arbeiten in seiner Heimatgemeinde Leogang und verfasste auch ein Lexikon der Pinzgauer Mundart, das im Internet mit Sprachausgabe verfügbar ist.
Alle Werke sind mit dem Quellenmaterial seit 2015 auch in der Ortsgeschichte Leogang, einer Datenbank von Leogang im Internet, verfügbar.
Das Interesse für die Ortsgeschichte von Leogang hat 1995 ihren Anfang genommen, als er sich mit der nationalsozialistischen Zeit seines Heimatorts zu beschäftigen begann. Sein Vater Matthias Schwaiger war von 1920 bis 1960 Gemeindesekretär in Leogang und die Protokolle der Gemeinderatssitzungen aus dieser Zeit waren daher leicht zugänglich. Das Ergebnis der Arbeit war 1998 das Buch „Leogang 1938–1945, Zeitzeugen berichten“. Daraufhin wurde er von der Gemeinde mit der Erstellung der Ortschronik betraut, die nun in der zweiten, aktualisierten Auflage die Geschichte des Orts seit sein erster Erwähnung 930 n. Chr. bis heute beschreibt.
Die Notizbücher eines pensionierten Volksschuldirektors waren der Grundstock für das Wörterbuch der Pinzgauer Mundart, das Schwaiger als Buch und Online-Version inklusive Vertonung eines jeden Worts herausbrachte. Eine Funktion zur Beisteuerung neuer Wörter ließ den Umfang auf bisher über 10.000 Worte und Bilder anwachsen.
2010 erhielt er das Silberne Ehrenzeichen Leogangs für seine Verdienste um die Gemeinde.

## Werke
- Leogang 1938–1945 – Zeitzeugen berichten. Leoganger Bergbau-Museumsverein (Hrsg.), 1998, ISBN 3-9500845-0-9.
- Pinzgauer Gschichtn und Bräuch (1999, Eigenverlag)
- Pinzgauer Reime, Sprüche und Kuchltips (2001, Eigenverlag)
- Georg Schwaiger und die Protestanten-Emigration 1732 (2003, Eigenverlag)
- Protestantenemigration 1731–1732 und Leogang (2006, Hrsg.: Leoganger Bergbau-Museumsverein, ISBN 3-9500845-4-1)
- Leogang Fakten, Bilder und Geschichte (Ortschronik) (2007, Eigenverlag)
- Gästebuch des Badhauses zu Leogang 1937–1958 (2008, Eigenverlag)
- Bad Leogang – Vom Heilbad zum Kubinkabinett (2008, Eigenverlag)
- Vom Müll ins Museum – Irrwege eines Limogeskreuzes (2008, Eigenverlag)
- 100 Jahre Volksschule Leogang (2008, Eigenverlag)
- Pinzgauer-Mundart-Lexikon (2010, Hrsg.: Leoganger Bergbau-Museumsverein, ISBN 978-3-9500845-9-7) online mit Vertonung unter www.pinzgauer-mundart.at
- Kameradschaftsbund Leogang – Chronik (2011, Eigenverlag) erhältlich bei Georg Eder, 5771 Leogang 50
- Die Schlacht von Solferino 1859 – Ein Kriegstagebuch (2013, Eigenverlag)
- Kriegstagebuch Russland 1915 – Alois Schwaiger, Rohrmoosbauer Maria Alm (2014, Eigenverlag)
- Leogang – Fakten, Bilder und Geschichte (Ortschronik) (erweiterte Neuauflage 2012, Hrsg.: Gemeinde Leogang, ISBN 3-9500845-5-X)
- Ortsgeschichte-Datenbank Leogang im Internet unter www.ortsgeschichte-leogang.at